# Pangrapta lunulata
Pangrapta lunulata là một loài bướm đêm trong họ Erebidae.